# Не та, так ця
«Не та, так ця» (азерб. «O Olmasın, Bu Olsun») — радянський музичний художній фільм 1958 року, знятий за мотивами однойменної музичної комедії азербайджанського композитора Узеїра Гаджибекова.

## Сюжет
Дія фільму відбувається в 1910 році у Баку. Багатий бакалейщик, немолодий вдівець Мешаді Ібадов хоче, щоб юна Гюльназ, дочка бека, що програвся у карти і розорився, вийшла за нього заміж. Однак дівчина любить студента Сервера. Мешаді Ібадов усіма способами намагається домогтися свого: знаходить посередника, підкуповує людей, але у підсумку одружується на служниці своєї невдалої нареченої.

## У ролях
- Аліага Агаєв — Мешаді Ібад
- Тамара Гьозалова — Гюльназ
- Аріф Мірзакулієв — Сервер
- Лютфалі Абдуллаєв — Балаоглан
- Ахмед Ахмедов Румлу — епізод
- Моллага Бабірлі — епізод
- Рза Афганли — Джаліл Мамедкулізаде
- Агасадих Герайбейлі — Рустам-бек
- Садик Салех — Мірза Алекпер Сабір
- Аділь Іскендеров — епізод
- Мустафа Марданов — Гасан-бек
- Ісмаїл Османли — Рза-бек
- Мовсун Санані — Кочі Аскер
- Барат Шекінська — Сенем
- Ісмаїл Ефендієв — Гасанкулі-бек
- Гасанага Салаєв — Азім Азімзаде
- Лютфі Мамедбейлі — друг Сервера
- Мюхліс Джанізаде — друг Сервера
- Фаїк Мустафаєв — друг Сервера
- Афрасіяб Мамедов — друг Сервера
- Хан Шушинський — ханенде
- Раміз Мустафаєв — Гусейн Араблінський
- Аміна Дільбазі — танцівниця
- Сона Гаджиєва — епізод

## Дубляж
- Лев Свердлін —  Мешаді Ібадов
- Антоніна Кончакова —  Гюльназ
- Чеслав Сушкевич —  Балаоглан
- Борис Баташев —  Амбал
- Сергій Мартінсон —  Гасанбек
- Сергій Цейц —  Рзабек
- Яків Бєлєнький —  Кочі Аскер
- Єлизавета Кузюріна —  Сенем
- Костянтин Карельських —  Гасан Кулібек
- В'ячеслав Тихонов —  Сервер
- Володимир Соловйов —  Рустамбек

## Знімальна група
- Режисер — Гусейн Сеїд-заде
- Сценарист — Сабіт Рахман
- Оператор — Алі-Сеттар Атакшиєв
- Композитор — Узеїр Гаджибеков
- Художники — Алі-Сеттар Атакшиєв, Надір Зейналов